# Rapples Pan
Rapples Pan är en ort (village) i distriktet Kgalagadi i sydvästra Botswana. 